# DeSoto Airflow
Der DeSoto Airflow ist ein von Chrysler unter der Automarke DeSoto in den Modelljahren 1934 bis 1936 gebauter Pkw. DeSoto erhielt das damals revolutionäre Airflow-Modell wegen seines Preisverhältnisses zu den größeren und teureren Autos der Marke Chrysler.

## Stromlinie des Airflow

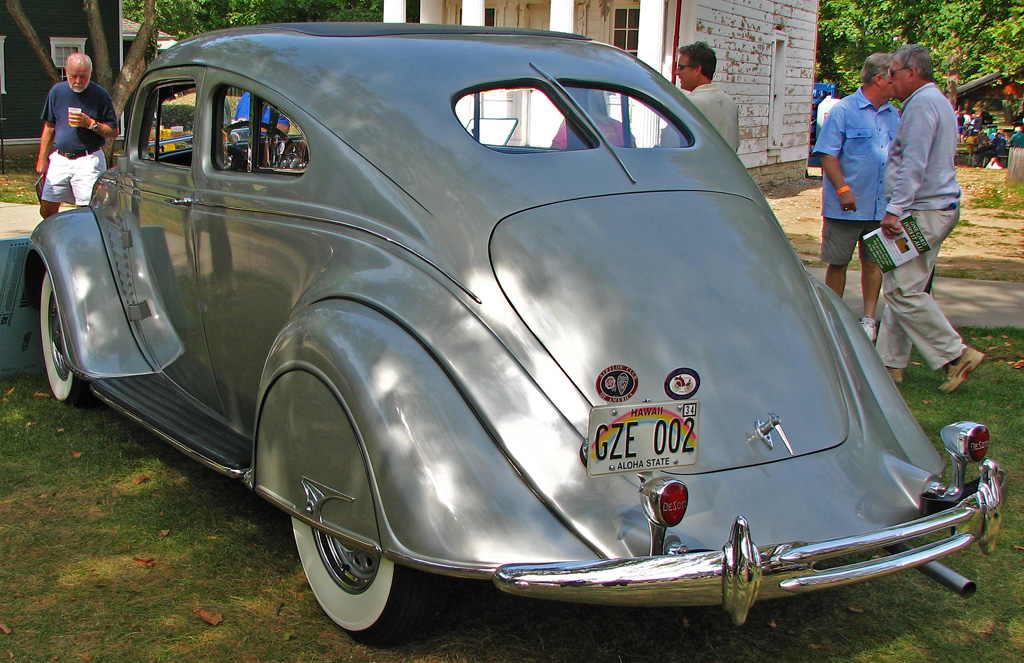
DeSoto Airflow (1934)

Das strömungsgünstig und neuartig geformte Auto wurde zusammen mit dem etwas größeren Chrysler Airflow, vorgestellt. Das Airflow-Design war ein früher Versuch, die Objekte und Linien an den damaligen Autos einzuebnen, die sich dem Wind entgegenstellten. Die Hauptscheinwerfer wanderten von ihrem Platz (neben der Kühlermaske) nach vorne und wurden im durchgehenden Frontblech beiderseits des wasserfallgleichen Kühlergrills untergebracht, der keinen traditionellen Einfüllstutzen mit  Kühlerfigur mehr hatte. Anstatt der einteiligen, fast senkrecht stehenden Windschutzscheibe der damaligen Autos (die die Wucht des anströmenden Windes abbekam, wenn der Wagen sich durch die Luft bewegte) hatte der Airflow eine geteilte Windschutzscheibe, deren beide Hälften seitlich angestellt waren, um den Wind besser nach außen abzuleiten. Die vorderen und hinteren Kotflügel bekamen weichere, der Karosserieform mehr angepasste Formen. Die Hinterräder waren abgedeckt.
Zusätzlich zu den Vorteilen der weicheren äußeren Formen, die zu weniger Windgeräuschen im Inneren der Wagen als bei früheren DeSoto-Modellen führten, waren die Wagen innen breiter und die Sitze weiter nach vorn verlegt. Die Passagiere saßen zwischen den Achsen und wegen der Monocoque-Konstruktion innerhalb des Rahmens und nicht auf dem Rahmen wie bei Autos anderer US-amerikanischer Hersteller. Das Fahrzeug war steifer und die Gewichtsverteilung besser, da der Motor mit seinem Schwerpunkt über der Vorderachse und nicht, wie damals üblich, dahinter angebracht war. In der Fachpresse wurde der Wagen wegen seines guten Handlings und seiner hohen Beschleunigung gelobt.

## Misserfolg auf dem Markt

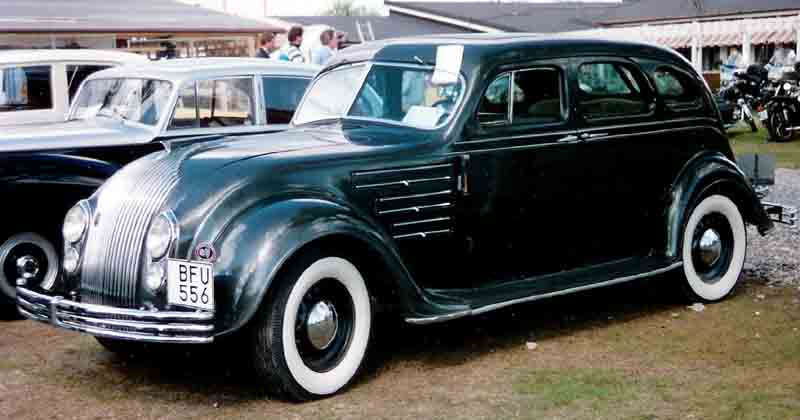
Der Chrysler Airflow (1934) ähnelte dem DeSoto.

Obwohl DeSoto (und Chrysler) ihre Airflow-Karosserien als futuristisch im Zeitalter der Stromlinie darstellten, fanden die Kunden die Wagen doch zu ungewohnt in einer Zeit großer wirtschaftlicher Unsicherheiten. Chryslers Airflow sah auf dem langen Fahrgestell besser aus als der pummelige DeSoto mit dem kurzen Radstand von nur 2934 mm. Walter P. Chrysler, ein großer Befürworter des Airflow-Projektes, war enttäuscht über das mangelnde Interesse an dem Auto, das er für wegweisend für die künftige US-amerikanische Automobilproduktion hielt.
Es kamen auch Gerüchte auf, die Karosserien seien unsicher. Versuche zeigten, dass die Ganzstahl-Monocoque-Konstruktion  sicherer als die anderer Autos dieser Zeit waren (viele Hersteller hatten noch hölzerne Tragrahmen mit darüber gezogenen Blechen). In einem weit verbreiteten Werbefilm, der in Kinos gezeigt wurde, sah man einen leeren Airflow, der von einem Felsen in Pennsylvania gestürzt und nach einem Fall von mehr als 30 m wieder aufgestellt und weggefahren wurde, zwar zerbeult, aber immer noch als Airflow erkennbar. Trotzdem hielt sich das Gerücht, Airflows seien unsicher.
Während Chrysler 1934 auch ein üblicher aussehendes Auto baute, bot DeSoto nur den Airflow an. Obwohl DeSoto mehr Airflow-Modelle als Chrysler verkaufte, verkaufte Chrysler insgesamt mehr Autos, wobei die Mehrzahl überarbeitete Modelle des "üblichen" 1933er Chrysler waren.
1935 und 1936 bot DeSoto zusätzlich den traditionelleren Airstream an, ein Modell, das sie mit Chrysler teilten, und DeSoto gewann einen Teil des verlorenen Marktanteils zurück. Der Airflow wurde immer noch angeboten, aber die meisten verkauften Wagen waren Airstream, und so wurde der Airflow an das Ende des DeSoto-Katalogs durchgereicht.
Die Käufer, die sich für einen Airflow entschieden, stellten fest, dass ihr Auto einen auffälliger zugespitzten Kühlergrill hatte. Ansonsten gab es nur kosmetische Änderungen (Lufteinlässe etc.).
Während es bei Chrysler die Airflow-Karosserie noch bis 1937 gab, stellte DeSoto das Modell Ende 1936 ein, um sich auf traditionellere Modelle zu konzentrieren, die sich besser verkaufen ließen.

## Motor und Antrieb
Der Sechszylindermotor war vorne im Fahrgestell eingebaut. 3,375 Zoll Bohrung und 4,5 Zoll Hub (umgerechnet 85,725 mm und 114,3 mm) ergaben 3958 cm³ Hubraum. Der Motor leistete 100 PS. Er trieb die Hinterräder an.

## Aufbauten und Stückzahlen

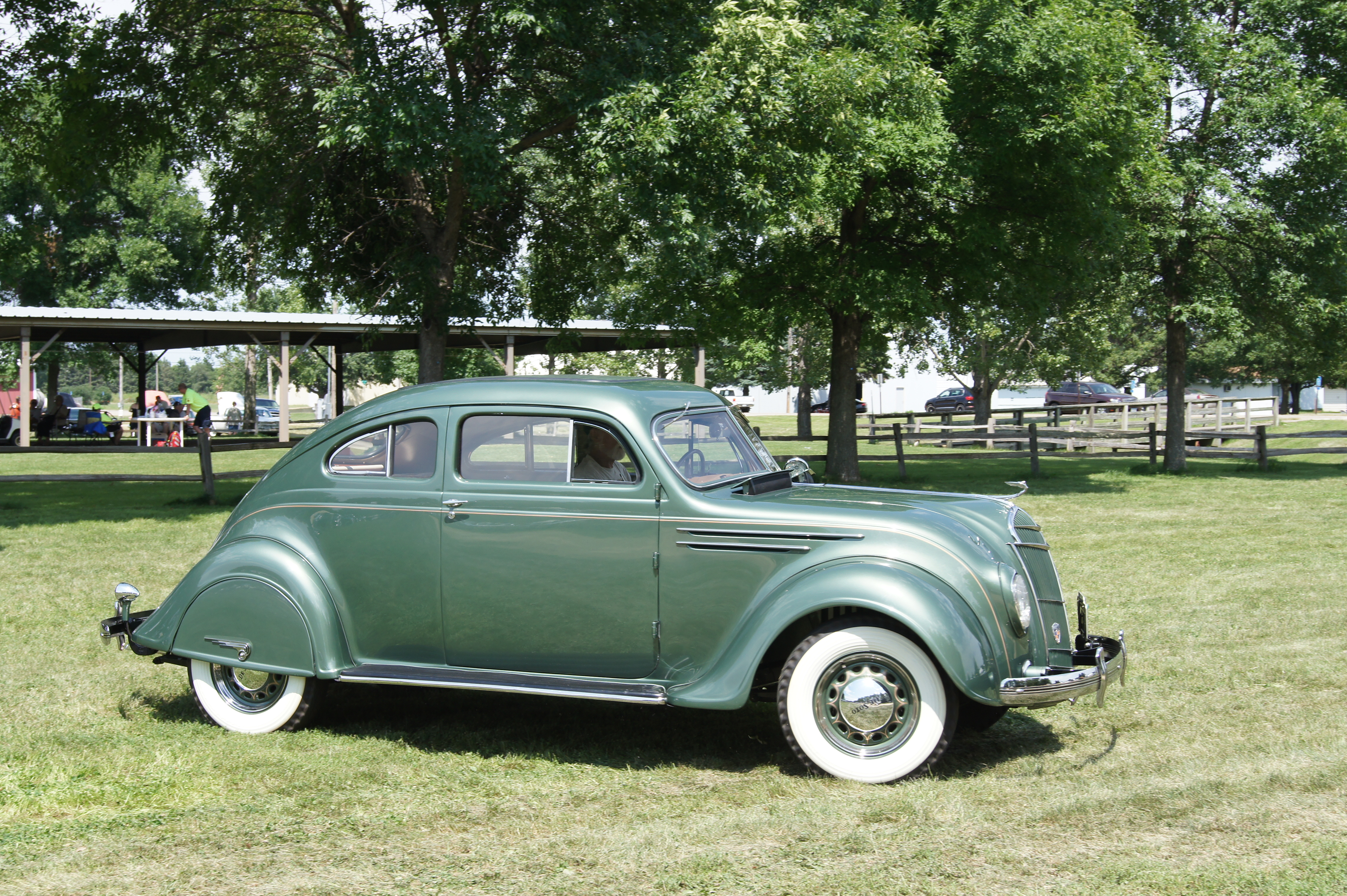
Seitenansicht eines Business Coupé

1934 bestand das Angebot aus einem fünfsitzigen Coupé, einem sechssitzigen Brougham, zwei verschiedenen sechssitzigen Limousine und dem reinen Fahrgestell. Die Stückzahlen lauteten 1.584, 522, 11.713, 119 und 2, in der Summe 13.940.
1935 beschränkte sich das Sortiment auf ein dreisitziges Business Coupé, ein fünfsitziges Coupé und zwei verschiedene sechssitzige Limousinen. Produziert wurden 7, 418, 6269 und 40, insgesamt 6797 Fahrzeuge.
1936 entfielen das Business Coupé und eine Limousine. Vom normalen Coupé wurde 250 Stück gefertigt und von der Limousine 4750. In der Summe sind das 5000 Fahrzeuge.